# Great Swamp National Wildlife Refuge

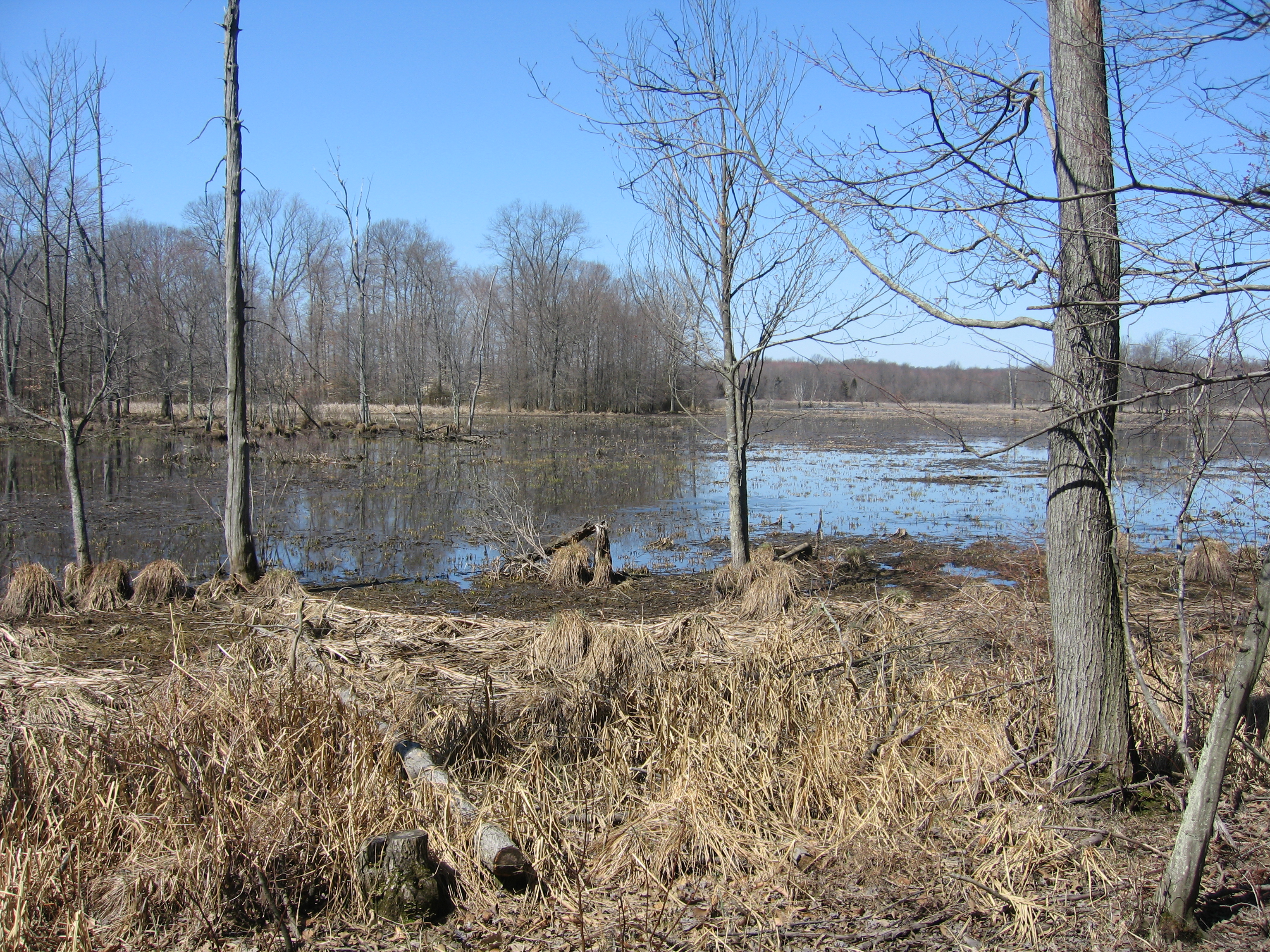
Great Swamp National Wildlife Refuge in New Jersey.

Das Great Swamp National Wildlife Refuge ist ein Naturschutzgebiet in Zentral-New Jersey. Mit über 30 km² ist Great Swamp der größte Naturpark New Jerseys.

## Lage
Great Swamp liegt im Morris und Somerset County in New Jersey, ungefähr 40 km (25 Meilen) westlich von New York City/Manhattan. Im Great Swamp entspringt der Passaic River, ein industriell äußerst stark genutzter Fluss in Nordost-New Jersey. Great Swamp wird vom United States Department of Interior verwaltet.
Great Swamp stellt die Überreste eines gewaltigen Gletschersees dar, dessen Gletscher vor Ende der letzten Eiszeit Nord-New Jersey bedeckte.
Südwestlich an den Great Swamp angeschlossen ist der Lord Sterling Park in Basking Ridge, der Teil des Somerset County Park System ist. Im Lord Sterling Park gibt es ein Environmental Education Center zum Great Swamp sowie Wander- und Langlaufstrecken.

## Geschichte
Im Gebiet von Great Swamp sollte in den 1950er Jahren ein großer Flughafen für den Großraum New York/New Jersey entstehen, um den damals kleinen Newark Liberty International Airport zu ersetzen. Eine Bürgerinitiative kämpfte vehement gegen diese Pläne und sammelte genügend Geld um die ersten 6000 Acres (ca. 24.000 m²) zu kaufen und damit zu schützen. Am 3. November 1960 wurde der Naturpark mit 7.600 Acres (30,4 km²) eingeweiht.

## Fauna
Great Swamp ist Rast- und Brutplatz von über 244 Vogelarten. Füchse, Rotwild sowie verschiedene Schildkröten- und Schlangenarten sind im Great Swamp ebenso beheimatet. Im Naturpark gibt es darüber hinaus mit dem „Raptor Trust“ eine gemeinnützige Organisation, die sich der Rehabilitation von Greifvögeln widmet.